# Fatih Akin
Fatih Akin (en turc Fatih Akın, fon. [faːtɪç ˈaːkɪn], Hamburg 25 d'agost de 1973) és un director de cinema, guionista i productor alemany d'origen turc. Ha guanyat nombrosos premis per les seves pel·lícules, entre les quals hi ha l'Os d'Or del Festival Internacional de Cinema de Berlín per la seva pel·lícula Gegen die Wand (2004), el millor guió al Festival Internacional de Cinema de Canes per la seva pel·lícula Auf der anderen Seite (2007) i el Globus d'Or a la millor pel·lícula de parla no anglesa per la seva pel·lícula Aus dem Nichts (2017).

## Primers anys
Akin va néixer a Hamburg de pares turcs. Té un germà, Cem Akin, que treballa com a actor. Va estudiar comunicacions visuals a l'Escola Superior de Belles Arts d'Hamburg, on s'hi va graduar el 2000.
Akin està casat amb l'actriu germano-mexicana Monique Obermüller des de 2004. La parella viu a Hamburg-Altona, vora d'on va créixer. Tenen dos fills.

## Carrera
Akin va fer el seu debut com a director amb un llargmetratge a començaments de 1998 amb Kurz und schmerzlos, que va obtenir el "Leopard de Bronze" del Festival Internacional de Cinema de Locarno a Suïssa i el "Pierrot", the Bayerischer Filmpreis al millor nou director a Múnic el mateix any. Des de llavors ha dirigit llargmetratges com Im Juli el 2000, Wir haben vergessen zurückzukehren el 2001 i Solino' el 2002.
La seva quarta pel·lícula, Gegen die Wand, protagonitzada per Sibel Kekilli, va tenir un gran èxit el 2004 va rebre diversos premis, entre ells el premi de l'Os d'Or al 54è Festival Internacional de Cinema de Berlín i la "Millor pel·lícula" i el "Premi del públic" als Premis del Cinema Europeu 2004.

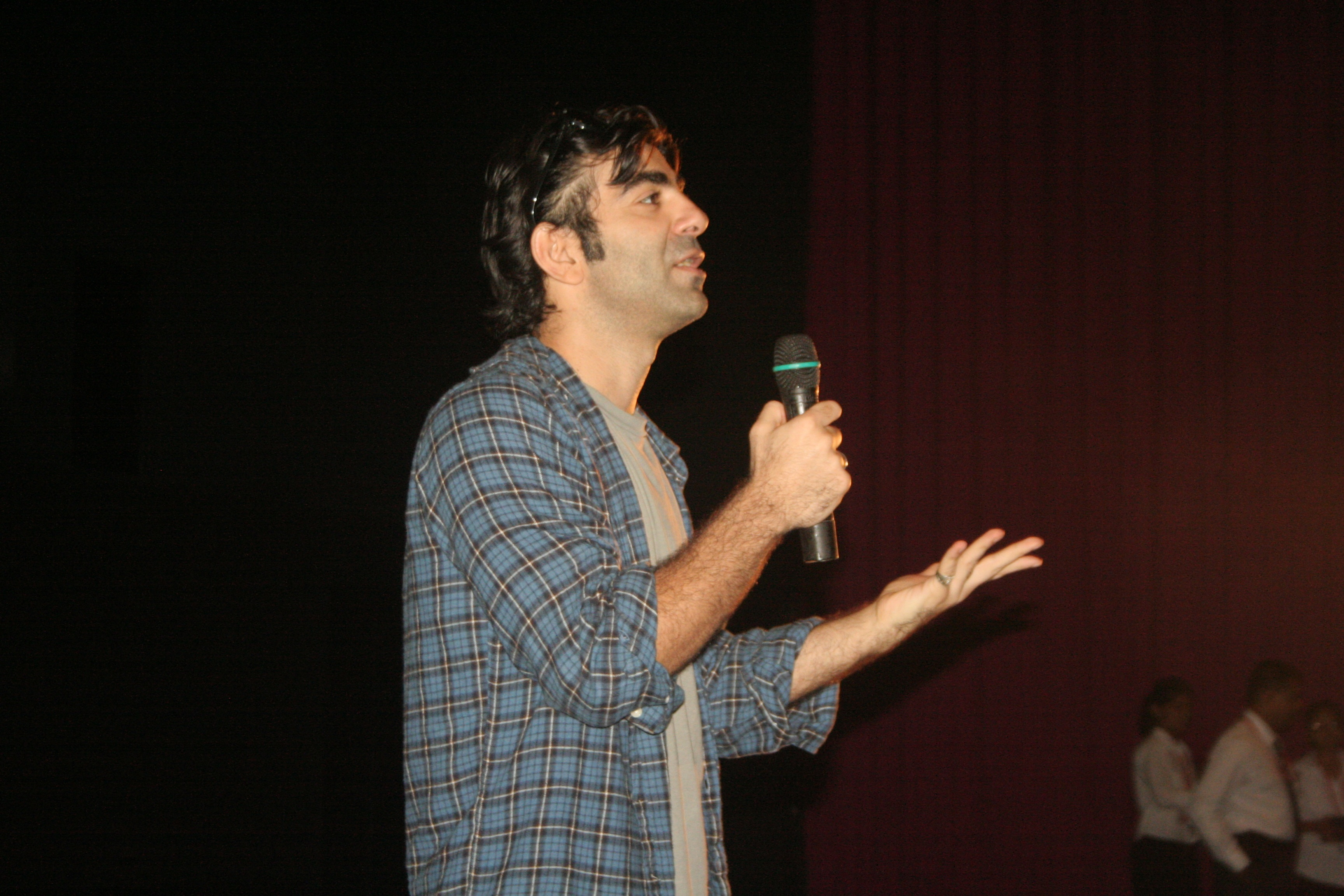
Fatih Akin presenta la seva pel·lícula 'Soul Kitchen' al Festival Internacional de Cinema de l'India de 2010

El 2005 va dirigir un documental sobre l'escena musical d'Istanbul, Crossing the Bridge: The Sound of Istanbul, que inclou músics com Ceza, Sezen Aksu, Aynur Doğan i Brenna MacCrimmon. És narrat per Alexander Hacke, membre de la banda de música experimental alemanya Einstürzende Neubauten, qui també va produir la música de Gegen die Wand.
El 2007 va dirigir Auf der anderen Seite, un relat intercultural germano-turc de pèrdua, dol i perdó que va guanyar el premi al millor guió al 60è Festival Internacional de Cinema de Canes de 2007. El 24 d'octubre de 2007 la mateixa pel·lícula va ser premiada en la primera edició dels Premis Lux pel Parlament Europeu.
Sobre la comèdia Soul Kitchen (2009) va dir que va triar aquesta pel·lícula més entranyable perquè necessitava un descans després de fer les pel·lícules "dures" Gegen die Wand i Auf der anderen Seite abans de fer la seva propera pel·lícula planificada "The Devil". "Però", diu, "ara em sento disposat a acabar la trilogia".
El 2012 es va projectar el seu documental Der Müll im Garten Eden a la secció de Projeccions Especials al 65è Festival Internacional de Cinema de Canes.
La seva pel·lícula de 2014 The Cut fou seleccionada per competir pel Lleó d'Or a la 71a Mostra Internacional de Cinema de Venècia.
El 2017 va dirigir Aus dem Nichts que va ser seleccionada per competir per la Palma d'Or al 70è Festival Internacional de Cinema de Canes. Al festival, la protagonista Diane Kruger va guanyar el premi a la millor interpretació femenina. La pel·lícula va ser seleccionada posteriorment com a entrada alemanya a la millor pel·lícula en llengua no anglesa als Premis Oscar de 2017, entrant a la llista el desembre. Aus dem Nichts va guanyar el Globus d'Or a la millor pel·lícula estrangera.

## Premis
- 1998 Bayerischer Filmpreis, millor nou director
- 2004 Os d'Or al 54è Festival Internacional de Cinema de Berlín
- 2004 Premis del Cinema Europeu, millor pel·lícula i premi del públic
- 2007 Festival de Cinema d'Antalya, premi Taronja d'Or i millor director
- 2007 Bayerischer Filmpreis, millor director[20]
- 2007 Premi LUX del Parlament Europeu
- 2007 premi al millor guió al 60è Festival Internacional de Cinema de Canes
- 2010 Orde al Mèrit de la República Federal Alemanya (Verdienstorden der Bundesrepublik Deutschland) per la seva contribució a solucionar els problemes dels turcs a Alemanya.[21]
- 2018 Globus d'Or a la millor pel·lícula estrangera.

## Filmografia
Curtmetratges
- 1994: Das Ende (director)
- 1995: Sensin – Du bist es! (director i guionista)
- 1996: Getürkt (director, guionista i actor)
- 2001: Die Liebenden vom Hotel von Osman (actor)
- 2004: Die alten bösen Lieder (contribució a la pel·lícula recopilatòria Europäische Visionen, director, guionista i productor)
- 2009: Der Name Murat Kurnaz (episodi de la pel·lícula Deutschland 09, director i guionista)
- 2009: Chinatown (episodi de la pel·lícula New York, I Love You, director i guionista)

Llargmetratges
- 1998: Kurz und schmerzlos (director i guionista)
- 1999: Black Souls (Kismet) (actor)
- 2000: Im Juli (director i guionista)
- 2002: Solino (director)
- 2004: Gegen die Wand (director, guionista i productor)
- 2005: Diebstahl alla turca (actor)
- 2005: Kebab Connection (guionista)
- 2006: Takva – Gottesfurcht (Takva) (productor)
- 2007: Auf der anderen Seite (director, guionista i productor)
- 2008: Chiko (productor)
- 2009: Soul Kitchen (guionista, director i productor)[22]
- 2009: Min dît (productor)
- 2011: Blutzbrüdaz (productor)
- 2014: The Cut (guionista, director i productor)
- 2016: Tschick (director)
- 2017: Aus dem Nichts (guionista, director i productor)
- 2019: El monstre de St. Pauli (director, guionista i productor)

Documentals
- 2001: Wir haben vergessen zurückzukehren (director i guionista)
- 2005: Crossing The Bridge – The Sound of Istanbul (director, guionista i productor)
- 2012: Müll im Garten Eden (director i guionista)

Vídeos musicals
- 2002: Digger Dance: Digger Is a Dancer
- 2010: Aynur Doğan: Rewend